# Veliko Laole
Veliko Laole (cyr. Велико Лаоле) – wieś w Serbii, w okręgu braniczewskim, w gminie Petrovac na Mlavi. W 2011 roku liczyła 1735 mieszkańców.